# Петар Матић
Петар Матић (Марибор, 3. септембар 1966) је српски предузетник, председник компаније MPC Holding и MPC Properties. Сматра се једним од најбогатијих људи у Србији.

## Биографија
Петар Матић је рођен у Марибору у Словенији, студирао је Факултет за хотелијерство у Опатији у Хрватској. Пре преласка у Београд и Србију имао је успешан посао на хрватском приморју, бавећи се претежно продајом спортске обуће и одеће.
По преласку у Београд, 1989. године, основао је МПЦ (МП као иницијали личног имена) компанију која је постала изузетно успешна у наредним годинама. Током 1991, МПЦ је растао, развијао се и проширивао делатност, те прерастао у MPC Group која се убрзо (2003) профилисала два правца развоја: развој пројеката у некретнинама и трговина.
Убрзо је Матић покренуо компаније MPC Holding и MPC Properties, данас водеће у области трговине и развоја некретнина у региону. MPC Properties 2007. године је ушао у стратешко партнерство са Merill Lynch / Bank of America. Ово је била прва инвестиција Merill Lyncha на територији бивше Југославије.
Матићеве компаније су данас лидери на тржишту у овом делу Европе. Запошљавају преко 1.000 радника и један су од најзначајнијих инвеститора у Србији. Значајне пројекте у региону, као што су малопродаје, пословни простори, стамбени и логистички простори, реализовала је MPC Properties: Ушће шопинг центар (први регионални шопинг центар), Immo Outlet Centar, пословни центар „Три листа дувана“ и стамбени комплекс/кондоминијум „Оаза“.
Петар Матић се ретко појављује у јавности, не даје изјаве за штампу и његове фотографије се не могу видети у локалним новинама. Петар Матић је члан ICSC - International Council of Shopping Centres.